# 里拉市鎮
里拉市，是保加利亞的城鎮，位於該國西部，由丘斯滕迪爾州負責管轄，首府設於里拉，面積360.96平方公里，人口3,190，人口密度每平方公里8.84人。